# Terrou
Terrou település Franciaországban, Lot megyében. Lakosainak száma 175 fő (2022. január 1.). Terrou Ladirat, Espeyroux, Gorses, Labathude, Molières, Saint-Maurice-en-Quercy és Saint-Médard-Nicourby községekkel határos.

## Népesség
A település népessége az elmúlt években az alábbi módon változott:
| Lakosok száma | 271  | 214  | 197  | 193  | 181  | 174  | 168  | 174  | 176  | 175  |
|               | 1968 | 1982 | 1990 | 2006 | 2013 | 2015 | 2017 | 2019 | 2020 | 2022 |